# Emiliano Zapata (Tizayuca)
Emiliano Zapata es una localidad de México ubicada en el municipio de Tizayuca, en el estado de Hidalgo. Se ubica en valle de Tizayuca y pertenece a la Zona Metropolitana del Valle de México.

## Historia
El 15 de abril de 2015 de acuerdo al INEGI, las localidades de Mi Ranchito, Loma Bonita, Villa los Milagros, Expresidentes, y La Gloria; se funcionan con la localidad de Emiliano Zapata.

## Geografía
Se encuentra en la región geográfica de la Cuenca de México (Valle de Tizayuca). Le corresponden las coordenadas geográficas 19° 51’ 35.87” de latitud norte y 98° 57’ 27.484” de longitud oeste, con una altitud de 2274 m s. n. m.
En cuanto a fisiografía se encuentra dentro de la provincia del Eje Neovolcanico, dentro de la subprovincia de Lagos y volcanes de Anáhuac; su terreno es de valle. En lo que respecta a la hidrografía se encuentra posicionado en la región del Pánuco, dentro de la cuenca del río Moctezuma, en la subcuenca de río Tezontepec. Cuenta con un clima Semiseco templado.

## Demografía
En 2020 registró una población de 9987 personas, lo que corresponde al 5.93 % de la población municipal. De los cuales 4915 son hombres y 5072 son mujeres. Tiene 2758 viviendas particulares habitadas.
| Gráfica de evolución demográfica de Emiliano Zapata entre 1940 y 2020                        |
|                                                                                              |
| Población de los censos y conteos del Instituto Nacional de Estadística y Geografía (INEGI). |